# Aksel Tovborg Jensen
Aksel Tovborg Jensen (8. februar 1911, Gudum Sogn, Ringkøbing - 9. februar 1981, Valby) var en dansk kemiker og professor.

## Uddannelse og karriere
Jensen blev matematisk student i 1929 ved Statens og hovedstadskommunernes etårige aftenkursus i København, og han læste herefter til kemiingeniør på Den polytekniske læreanstalt, hvor han blev cand.polyt. i 1934.
Han arbejdede i fire måneder som assistent for Johannes Nicolaus Brønsted, og blev herefter ansat som videnskabelig assistent hos professor Niels Bjerrum ved Landbohøjskolens kemiske laboratorium. Jensen arbejdede også som lektor i kemi ved Danmarks tandlægehøjskole i perioden 1946-1949. I 1948 blev han dr.phil. fra Københavns Universitet med en afhandling om krystallinske salthydrater. Undervejs i dette studie havde han været hos William Lawrence Bragg på University of Manchester.
Han blev udnævnt til professor i kemi ved Den Kgl. Veterinær- og Landbohøjskole i 1949. Jensen var den første kemiker i Danmark, der begyndte at bruge røntgenkrystallografi.
Han var bestyrelsesmedlem og formand for en række organisationer, herunder medlem af bestyrelsen i Carlsbergfondet fra 1965-1972, og formand for Carlsberg Laboratorium 1960-1972
Aksel Tovborg Jensens Legat, der uddeles af Videnskabernes Selskab er opkaldt efter ham.
Han er begravet på Gudum kirkegård.

## Hæder
- 1955: Ridder af Dannebrog
- 1964: Ridder af 1. grad af Dannebrog
- 1972: Kommandør af Dannebrog

Medlemskaber af videnskabsakademier
- 1952: Videnskabernes Selskab
- 1958: Kungliga Vetenskaps-Societeten i Uppsala
- 1959: Akademiet for de Tekniske Videnskaber